# Célkeresztben (film, 1993)
A Célkeresztben (eredeti cím: In the Line of Fire) 1993-ban bemutatott amerikai bűnügyi film, melyet Wolfgang Petersen rendezett.

## Cselekmény
Mitch Leary eltervezi, hogy megöli az Egyesült Államok elnökét. Frank Horrigan titkosügynöknek és csapatának a feladata az elnök védelme. Társaiban felmerül, hogy esetleg maga Horrigan lehet a merénylő, így egyedül kell megoldania az ügyet.

## Szereplők
| Szereplő                         | Színész              | Magyar hang       |
| -------------------------------- | -------------------- | ----------------- |
| Frank Horrigan titkosügynök      | Clint Eastwood       | Reviczky Gábor    |
| Mitch Leary                      | John Malkovich       | Rátóti Zoltán     |
| Lilly Raines titkosügynök        | Rene Russo           | Farkasinszky Edit |
| Al D`Andrea titkosügynök         | Dylan McDermott      | Csuja Imre        |
| Bill Watts felettes titkosügynök | Gary Cole            | Selmeczi Roland   |
| Harry Sargent kabinetfőnök       | Fred Dalton Thompson | Szokolay Ottó     |

## Kritikai visszhang
A Rotten Tomatoes oldalán a 65 kritikából 62 pozitívan, 3 kritika negatívan értékelte a filmet, aminek kritikai átlaga 95%. Roger Ebert kritikus ötből három és fél csillagra értékelte a Célkeresztben-t. A Cinema magazin 100-ból 60%-ot adott Petersen filmjére, és a következőket írták róla: "A tengeralattjáró óta a Célkeresztben Petersen legjobb filmje.", "Izgalmas politikai pszicho-thriller két nagyszerű főszereplővel".

## Bevétel
A költségvetés 40 millió dollárt emésztett fel, és a világon majdnem 177 millió  (176 997 168 dollár) dollár bevételt termelt a film, tehát anyagilag sikeresnek mondható.

## Díjak és jelölések
- Oscar-díj (1994)
  - Jelölés a legjobb férfi mellékszereplő kategóriában (John Malkovich)
  - Jelölés a legjobb vágás kategóriában (Anne V. Coates)
  - Jelölés a legjobb eredeti forgatókönyv kategóriában (Jeff Maguire)
- Golden Globe-díj (1994)
  - Jelölés a legjobb férfi mellékszereplő kategóriában (John Malkovich)
- BAFTA-díj (1994)
  - Jelölés a legjobb férfi mellékszereplő kategóriában (John Malkovich)
  - Jelölés a legjobb eredeti forgatókönyv kategóriában (Jeff Maguire)
  - Jelölés a legjobb vágás kategóriában (Anne V. Coates)